# Гребенчук, Татьяна
Татья́на Гребенчу́к (бел. Тацяна Грабянчук; род. 22 ноября 1962) — белорусская легкоатлетка, специалистка по бегу на средние дистанции. Выступала за сборные СССР и Белоруссии по лёгкой атлетике в конце 1980-х — начале 1990-х годов, обладательница серебряной медали чемпионата мира в помещении, бронзовая призёрка чемпионата Европы в помещении, дважды бронзовая призёрка Игр доброй воли в Сиэтле, победительница и призёрка первенств национального значения.

## Биография
Татьяна Гребенчук родилась 22 ноября 1962 года. На соревнованиях представляла город Брест и Белорусскую ССР, позже постоянно проживала в Минске, где проходила подготовку под руководством заслуженного тренера Белоруссии Владимира Никифоровича Зинченко.
Впервые заявила о себе в лёгкой атлетике на всесоюзном уровне в сезоне 1989 года, когда в беге на 800 метров одержала победу на зимнем чемпионате СССР в Гомеле. Попав в состав советской национальной сборной, побывала на чемпионате Европы в помещении в Гааге и на чемпионате мира в помещении в Будапеште, откуда привезла награды бронзового и серебряного достоинства соответственно. В Будапеште установила свой личный рекорд 1:59,53, показав второй лучший результат сезона в мире.
В 1990 году в той же дисциплине с личным рекордом 1:57,35 стала бронзовой призёркой на чемпионате СССР в Киеве. Принимала участие в Играх доброй воли в Сиэтле, где завоевала бронзовые медали в индивидуальном беге на 800 метров и в эстафете 4 × 400 метров. Позже представляла страну на чемпионате Европы в Сплите, где на 800-метровой дистанции сумела дойти лишь до стадии полуфиналов.
После распада Советского Союза Гребенчук ещё в течение некоторого времени оставалась действующей спортсменкой и продолжала принимать участие в крупнейших международных стартах в составе национальной сборной Белоруссии. Так, в 1993 году она отметилась выступлением в эстафете 4 × 800 метров на соревнованиях в Портсмуте.